# Sego

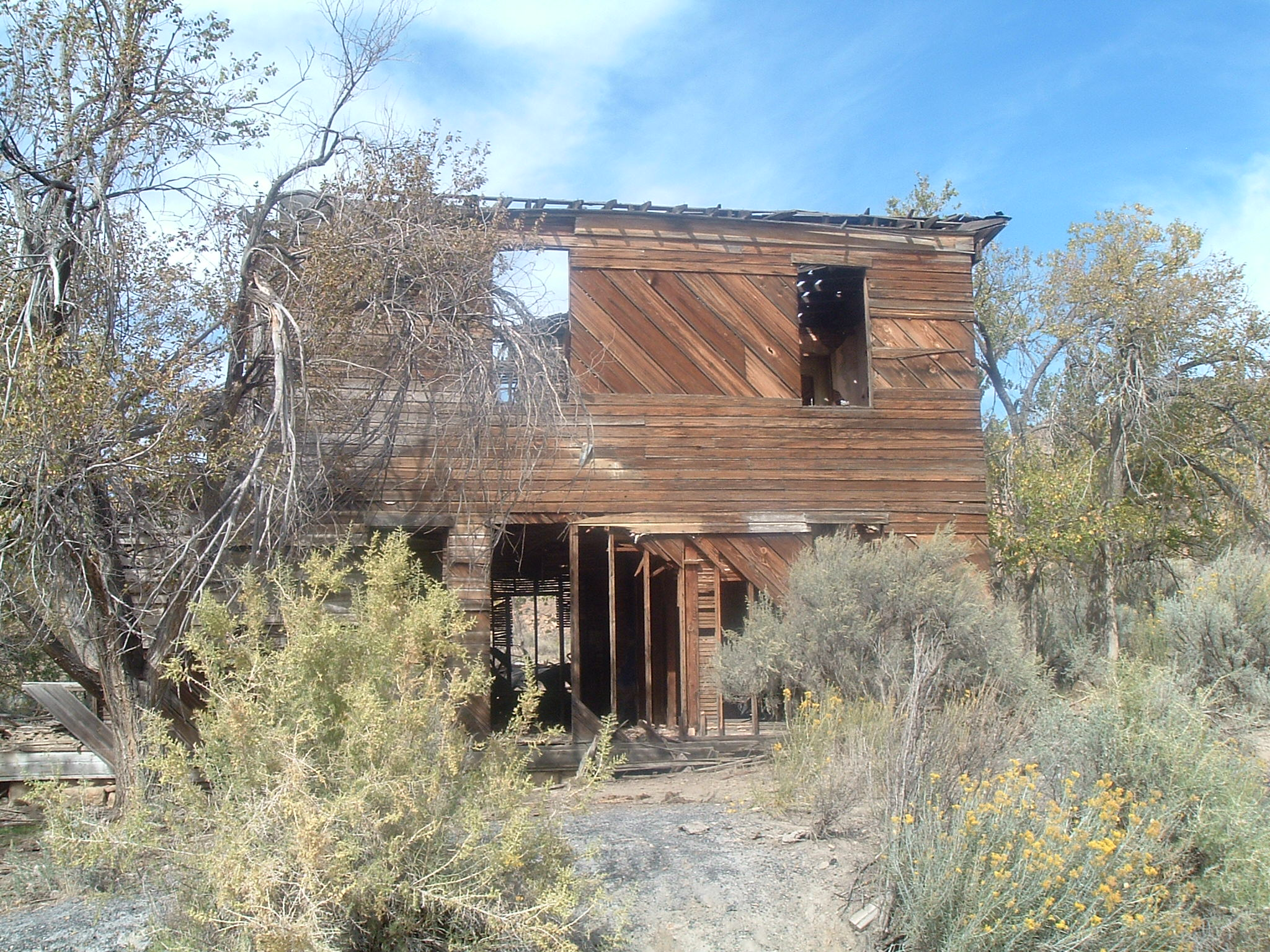

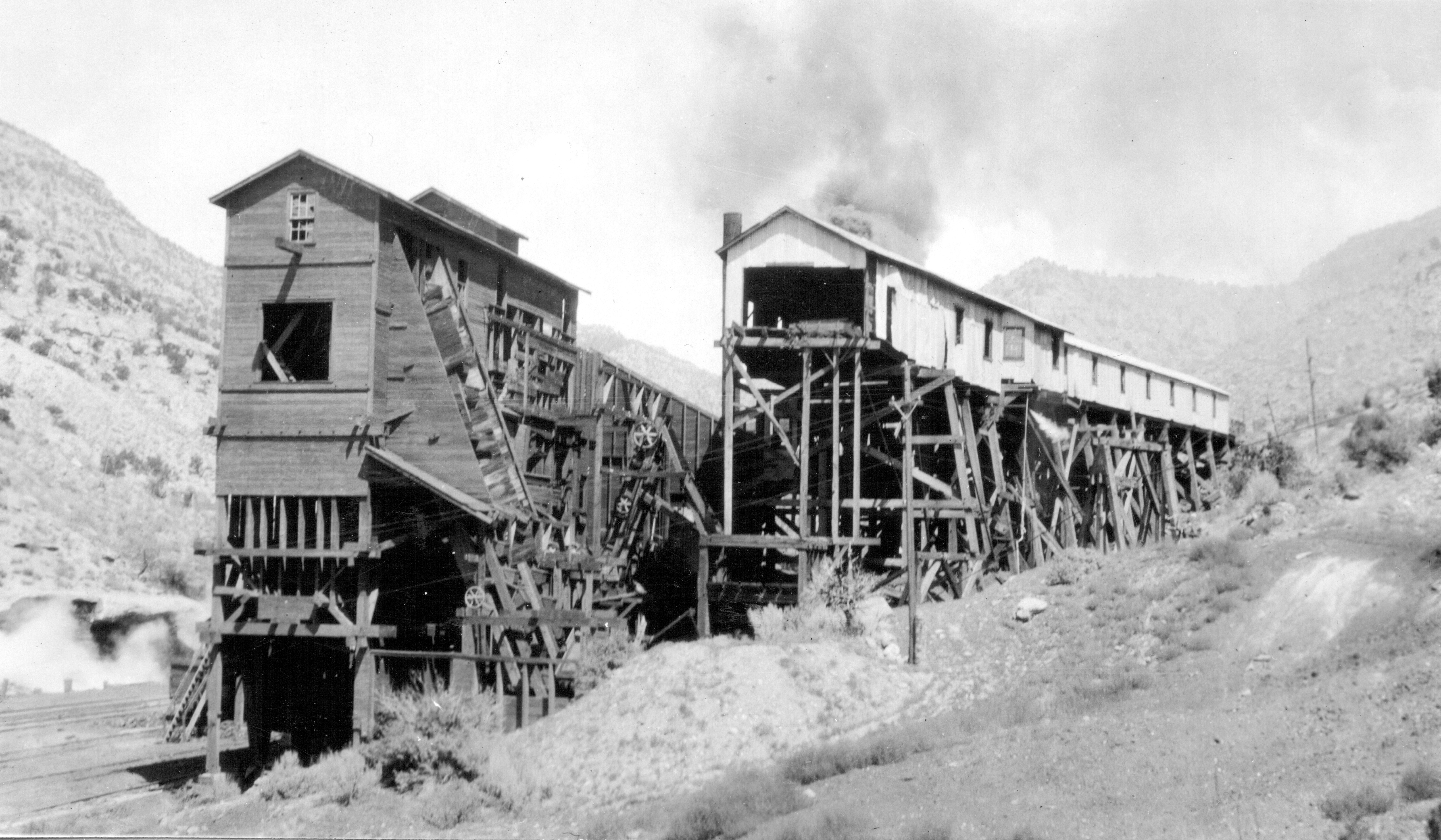

Sego es un despoblado localizado en el condado de Grand, Utah, Estados Unidos.

## Historia
En la década de los años 1890,  el ranchero Henry Ballard descubrió un yacimiento de carbón en las cercanías de su propiedad. Mantuvo en secreto su descubrimiento, y comenzó a comprar los terrenos donde se encontraba la veta. Las operaciones comenzaron y con el tiempo un poblado creció alrededor, el cual fue nombrado Ballard en honor a su propietario. Poco después la heredad fue adquirida por B.F. Bauer. En 1911 fueron construidos nuevos edificios en la localidad, entre ellos un hostal y una despensa. 
Hacia 1914 fue establecido un ramal del ferrocarril Denver and Rio Grande Western Railroad que enlazaba con el sitio; casi al mismo tiempo, algunos problemas surgieron en la mina al disminuir el agua subterránea, impidiendo utilizar la maquinaria. Por otro lado, muchos vagones se salían de su curso con frecuencia. En 1916 el pueblo fue bautizado como Sego, en consideración a una flor local. También cambió el nombre de la excavación a Chesterfield Company.  
Hasta el año 1927 la electricidad del lugar era producida allí mismo, lo que más de una vez ocasionaba problemas de desabastecimiento. A partir de entonces, la energía fue suministrada desde Columbia, que provocó el inconveniente de incrementar los costos de la empresa. Debido a los problemas laborales surgidos a raíz de contratiempos financieros, en 1933 se formó la United Mine Workers Union. En ese tiempo trabajaban en la mina unos 125 empleados y la localidad albergaba alrededor de 500 personas. 
Nuevos problemas económicos, a finales de los años 1940, impulsaron a los pocos obreros que perduraban a adquirir la compañía. Sin embargo, un incendio destruyó la maquinaria principal en 1949, y el ferrocarril cesó su servicio en el lugar. A pesar de todo, la corporación continuó activa. En la siguiente década la demanda de carbón decayó debido al uso de diesel por los ferrocarriles. Por otro lado, los propietarios de la mina vendieron sus posesiones a una firma texana que tenía más interés en las tierras donde estaba asentada, pues en ese lugar existía potencial para explotar gas natural y petróleo. A partir de entonces la localidad se convirtió en una «ciudad fantasma».
En el año 1973 unos cazadores de tesoros provocaron un incendio en los edificios remanentes. Con todo, existen algunos restos del poblado como los rieles del tren, un cementerio, y ruinas de las antiguas construcciones.